# Pianotrio nr. 1 (Bridge)
Frank Bridge voltooide zijn Pianotrio nr. 1 ook wel Pianotrio in d mineur in 1900. De componist was toen nog in opleiding aan de Royal Academy of Music. Het werd daar dan ook voor de eerste keer gespeeld tijdens een concert met Bridge zelf op de viool. De eerste publiekelijke uitvoering vond twee jaar later plaats op 14 april 1902 in de Steinway Hall. Aangezien het werk uit zijn studieperiode is, kreeg het eerste pianotrio na zijn studie, Fantasie voor pianotrio, ook de aanduiding Pianotrio nr. 1 mee.
Het werk opent de Hindmarsch-lijst uit 1983 als eerste compositie van Bridge, zie Oeuvre van Frank Bridge.